# Veliko Globoko
Veliko Globoko este o localitate din comuna Ivančna Gorica, Slovenia, cu o populație de 69 de locuitori.